# Heptakodium chińskie

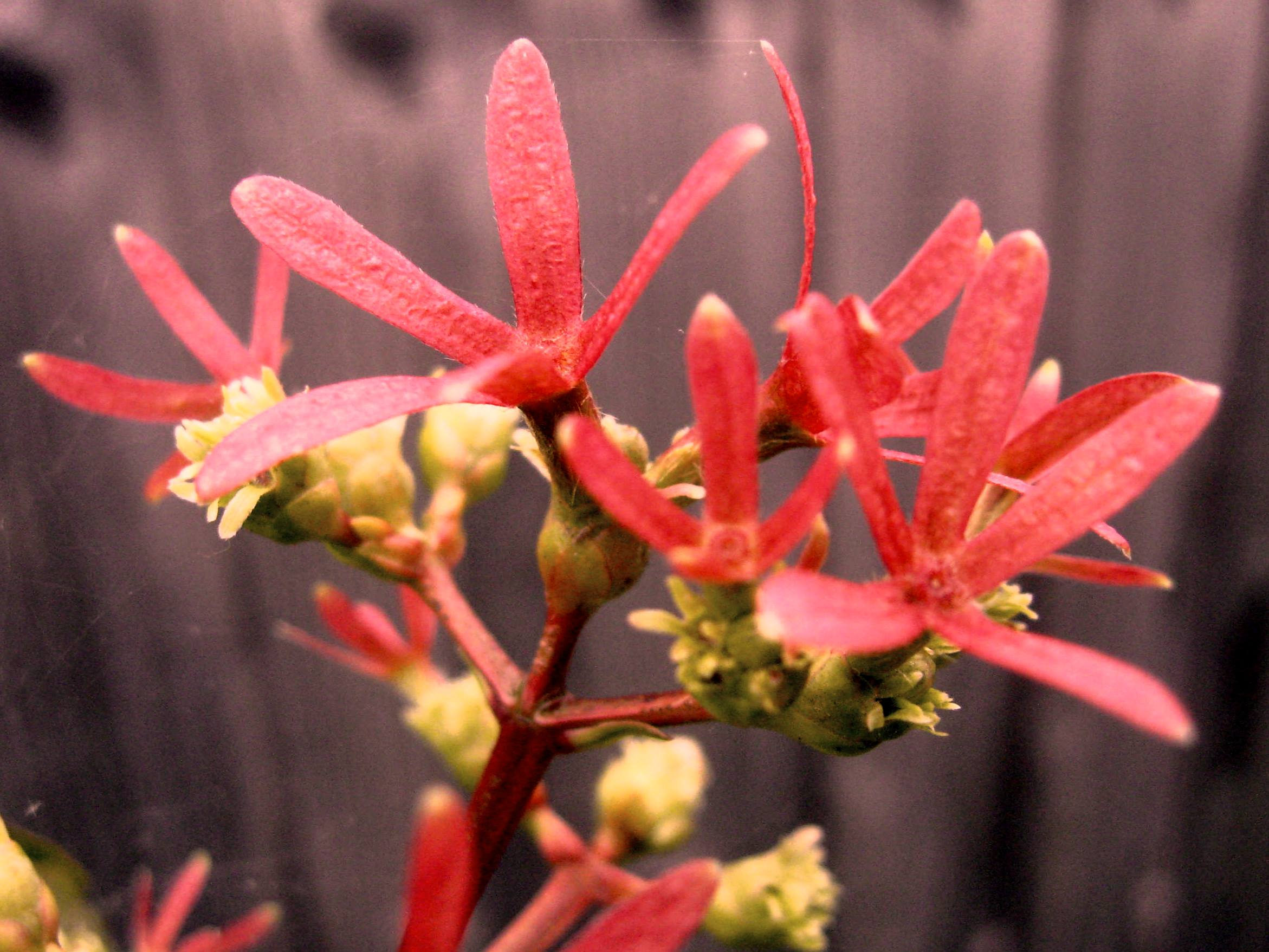
Czerwone, trwałe kielichy w czasie owocowania

Heptacodium chińskie (Heptacodium miconioides) – gatunek rośliny z rodziny przewiertniowatych. Jedyny przedstawiciel monotypowego rodzaju Heptacodium. Występuje w Chinach (prowincje: Anhui, Hubei, Zhejiang), gdzie rzadko rośnie w górskich lasach, zaroślach i na skalnych urwiskach na wysokościach od 600 do 100 m n.p.m. Krzew ten został odkryty w 1907 w prowincji Hubei przez Ernesta Henryi’ego Wilsona. Od lat 80. XX wieku gatunek sprowadzony do Ameryki Północnej i Europy, zaczął być uprawiany w kolekcjach botanicznych i rozpowszechniany jako roślina ozdobna. Do jego walorów należy łatwość uprawy, efektowne kwitnienie i owocowanie.

## Morfologia
PokrójOkazały krzew lub kilkupniowe drzewo o wysokości 5–7 m, koronie rozłożystej i luźnej oraz prosto wznoszących się pędach. Młode pędy są czerwonobrązowe i rzadko owłosione. Na starszych pędach jasnoszara kora silnie łuszczy się.
LiścieOpadające na zimę, naprzeciwległe, całobrzegie, osadzone na ogonkach długości 1 cm. Blaszka jest skórzasta, szerokojajowata, o nasadzie zaokrąglonej lub słabo sercowatej i wierzchołku zaostrzonym. Osiąga  8–15 cm długości i × 5–9 cm szerokości. Od spodu jest rzadko owłosiona. Od nasady blaszki biegną po bokach centralnej wiązki przewodzącej dwie równoległe do niej. W górnych częściach pędów liście są zwinięte i zwisające.
KwiatyPachnące, skupione po trzy na końcach rozgałęzień wiechy o kształcie piramidalnym, osiągającej ok. 15 cm długości. Kielich składa się z 5 działek, w czasie kwitnienia o długości 2–2,5 mm. Działki są trwałe – wydłużają się i czerwienieją w czasie owocowania. Korona kwiatu składa się z 5 wąskich i białych płatków, zrośniętych w dolnej części w rurkę, wyżej rozpostartych. Osiąga ok. 1,5 cm średnicy. Pręcików jest pięć i są one dłuższe od płatków. Zalążnia jest dolna, trójkomorowa, szyjka słupka pojedyncza, owłosiona, zwieńczona główkowatym znamieniem.
OwoceWalcowate niełupki otoczone trwałymi działkami kielicha.

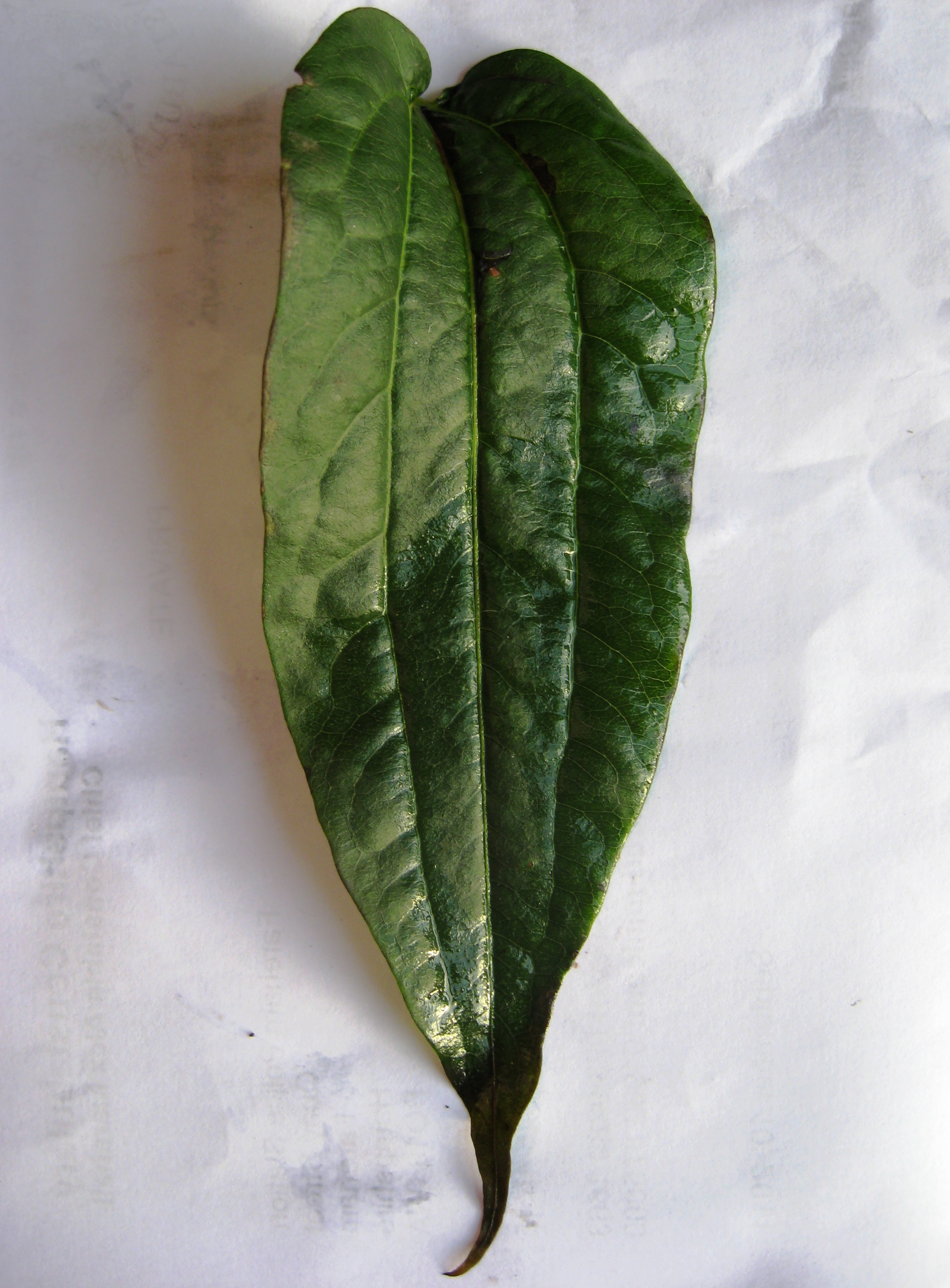
Liść
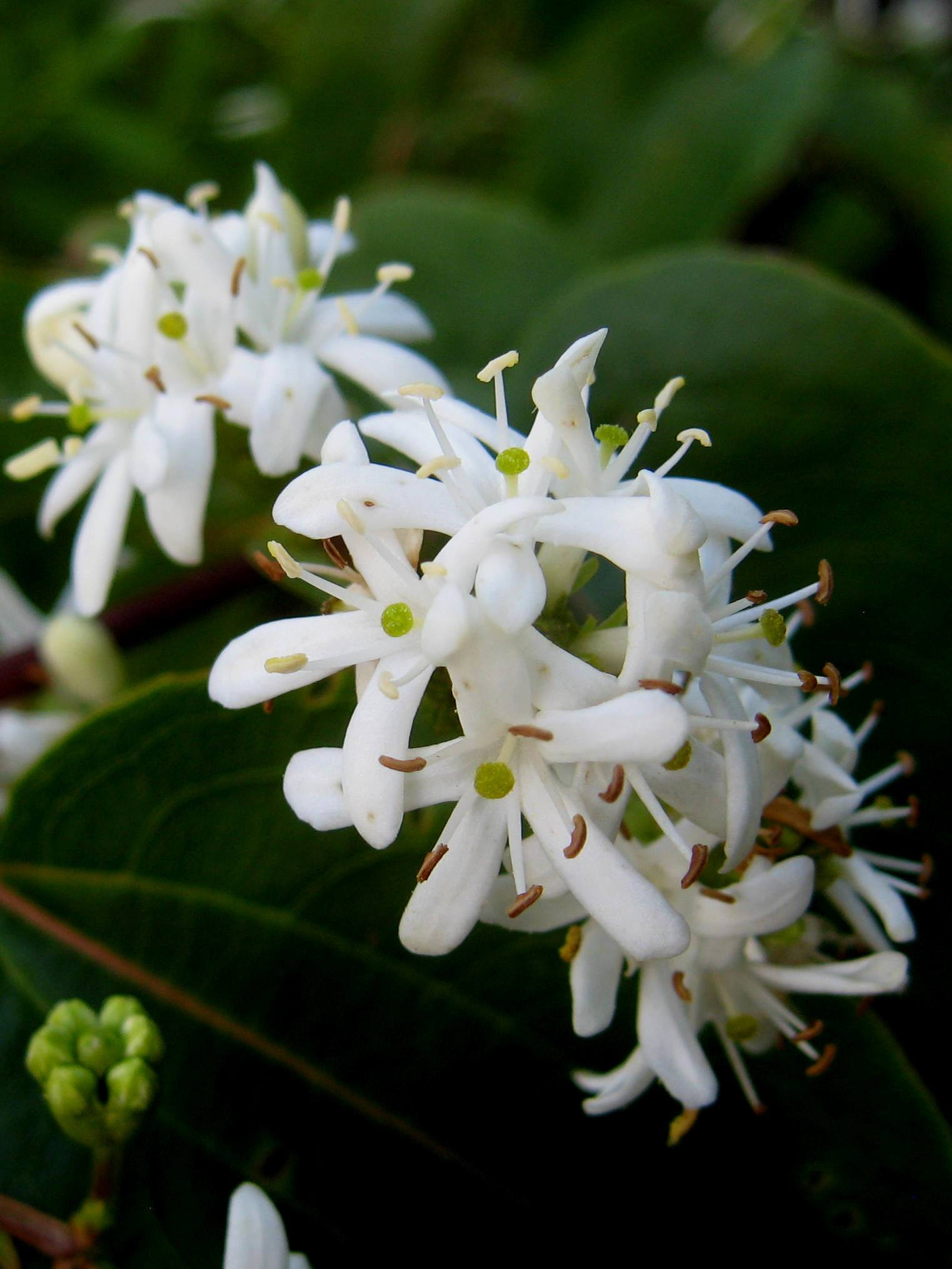
Kwiaty
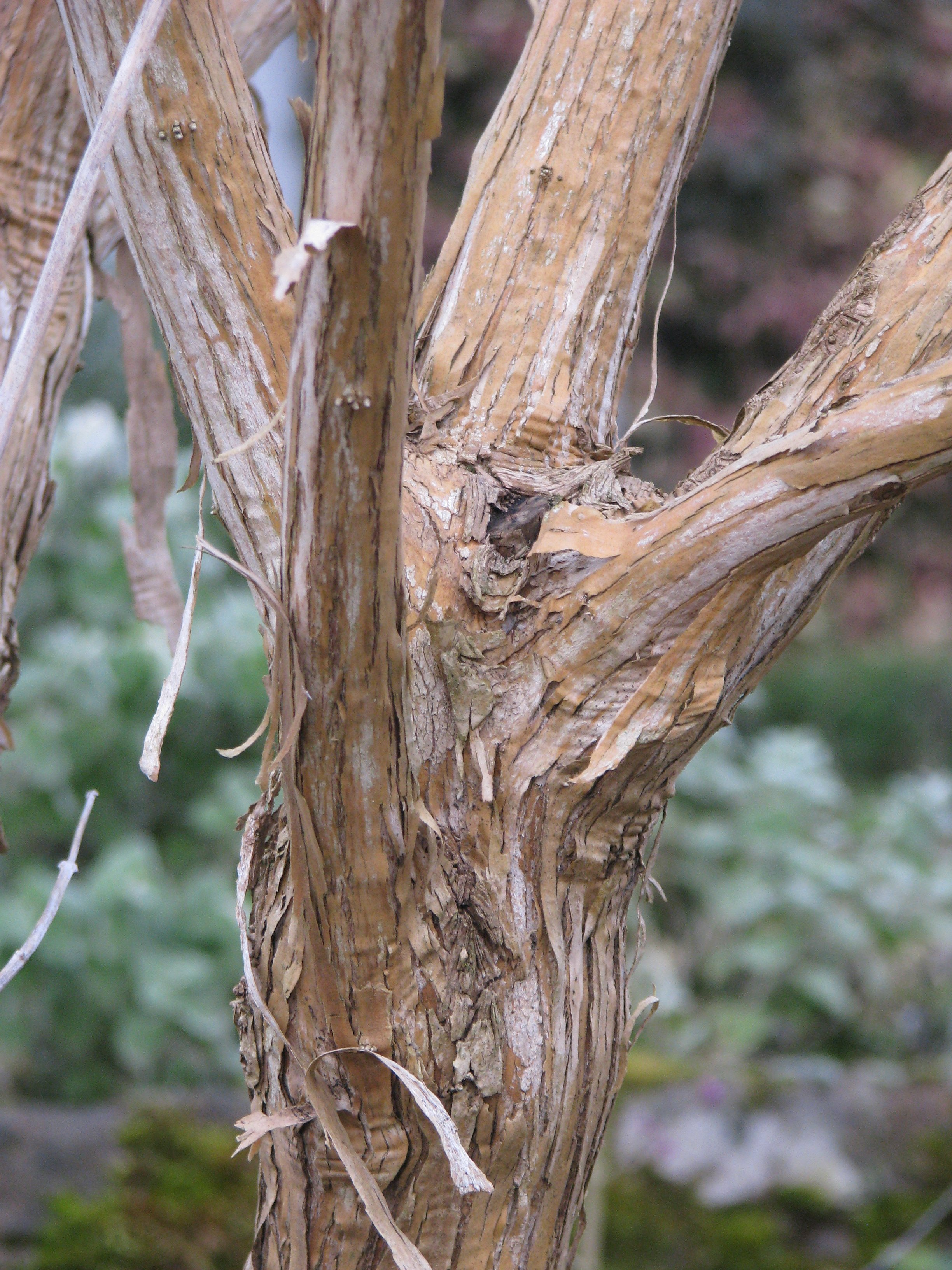
Kora

## Biologia
Kwitnienie następuje w końcu lata – w Chinach od lipca do września, w Polsce zaczyna się we wrześniu i trwa do października. Owoce dojrzewają do listopada.

## Systematyka
Gatunek reprezentuje monotypowy rodzaj Heptacodium Rehder in Sargent, Pl. Wilson. 2: 617. 30 Mar 1916. Pozycja systematyczna tego taksonu pozostaje problematyczna, mimo wskazywania w przeszłości jego przynależności do podrodziny Caprifolioideae w obrębie rodziny przewiertniowatych Caprifoliaceae. Roślina posiada cechy odrębne od pozostałych członków podrodziny (zwłaszcza udział w tworzeniu płodnego nasiona tylko jednego owocolistka). W efekcie wskazuje się na możliwość, że takson ten ma charakter przejściowy między przedstawicielami podrodziny Caprifolioideae i Linnaeoideae – może mieć pochodzenie mieszańcowe.